# Радайка
Радайка — река в России, протекает в Томской области. Истекает из озера Парабельская Анка, впадает в протоку Миля реки Тым. Длина реки составляет 58 км. Приток — Конгар.

## Данные водного реестра
По данным государственного водного реестра России, относится к Верхнеобскому бассейновому округу, водохозяйственный участок реки — Обь от впадения реки Васюган до впадения реки Вах, речной подбассейн реки — Васюган. Речной бассейн реки — (Верхняя) Обь до впадения Иртыша.